# Helicopsyche minuscula
Helicopsyche minuscula är en nattsländeart som beskrevs av Martynov 1912. Helicopsyche minuscula ingår i släktet Helicopsyche och familjen Helicopsychidae. Inga underarter finns listade i Catalogue of Life.